# Sả đầu đen
Sả đầu đen (danh pháp hai phần: Halcyon pileata) là một loài chim trong họ Alcedinidae.
Loài chim này phân bố rộng rãi ở vùng nhiệt đới châu Á từ Ấn Độ về phía đông Trung Quốc, bán đảo Triều Tiên và Đông Nam Á. Đây là loài xa về phía bắc nhất của các loài trong họ Halcyonidae, nhưng quần thể ở phía Bắc di cư và chúng trú đông ở phương nam đến tận Sri Lanka, Thái Lan, Borneo và Java. Chúng nổi bật đặc biệt với một chópmàu đen tương phản với màu trắng cổ họng, đôi cánh màu xanh tím và mỏ màu đỏ san hô. Loài này được tìm thấy chủ yếu trong môi trường sống ven biển và rừng ngập mặn, nhưng đôi khi có thể được tìm thấy xa đất liền.